# Route nationale 106b
La route nationale 106B, ou RN 106B, était une route nationale française reliant Cusset à Billezois.

## Histoire
Cette route a été créée en 1950 par suite de la modification du tracé de la route nationale 106, cette dernière passant désormais par Creuzier-le-Neuf avant de rejoindre son tracé d'origine à Magnet.
La réforme de 1972 transfère cette route au département de l'Allier ; elle devient la RD 906B.
Cette route était un lieu de passage de la 19e étape du Tour de France 2008.

## Ancien tracé
- Cusset : Cours Tracy, Cours Arloing, Rue du Général Raynal, Rue Jean-Giraudoux, puis Route de Lapalisse
- Bost
- Saint-Étienne-de-Vicq
- Billezois

## Sites remarquables
- Patrimoine de la ville de Cusset